# 비쭈기나무
비쭈기나무(일본어: 榊 사카키[*], 학명: Cleyera japonica 클레이에라 야포니카[*])는 제주도와 전남·경남의 일부 산지에서 자라는 상록소교목으로 일본, 중국, 타이완에도 분포한다. 높이는 10m에 이르며 겨울눈의 모양이 비쭉해서 비쭈기나무라고 한다. 어긋나게 달리는 잎은 좁고 긴 타원형으로 두껍고 질기며 잎 가장자리가 밋밋하다. 꽃은 양성화로 5-6월에 어린 가지 밑부분에 1-3송이씩 아래쪽을 향해 달리며, 흰색에서 차츰 노란색으로 변한다. 꽃받침잎과 꽃잎은 각각 다섯 장이며, 수술이 많다. 열매는 장과로 10월에 달걀 모양으로 검게 익는다. 관상용으로 심기도 하며 목재는 건축재·기구재·참빗 제조용으로 쓰인다.

## 분포
아시아 동남부에 분포한다. 한반도 남부, 제주도, 대만, 중국, 일본 혼슈의 이바라키-이시카와 이서, 시코쿠, 큐슈, 오키나와에 분포한다. 그늘에서 자라는 음수(陰樹)로, 산지의 조엽수림에서 자란다.  일본 신토에서 종교적으로 중요한 나무라서 일본에서는 신사 경내 등에 인위적으로 조경되는 경우가 많다.

## 특징
상록활엽수다. 관목으로 생각되는 경우가 많지만, 개체에 따라 키가 12 미터까지 자라는 것도 있다. 갓 자라난 가지는 녹색이고 털이 없지만, 줄기의 나무껍질은 암적갈색이 되고 껍질눈이 있다. 가지 끝의 겨울눈은 벗은눈으로, 어긋나기로 자란 잎의 밑동에 붙으며 장피침형으로 감긴 어린낫이 가늘고 길게 낫꼴로 휘어진다. 겨울눈은 가지와 같은 색이다. 꼭지눈은 잎 위에 난다.
잎차례는 두 줄로 어긋난다. 잎꼴은 길이 6-10 cm의 타원형이고 두꺼운 가죽질로 광택이 있다. 표면은 매끌매끌하고 잎가에 톱니는 전혀 없다. 잎 뒷면은 색이 조금 옅고, 앞뒷면 모두 털이 없다. 근연종인 사스레피나무는 잎가에 톱니가 있으므로 구별할 수 있다.

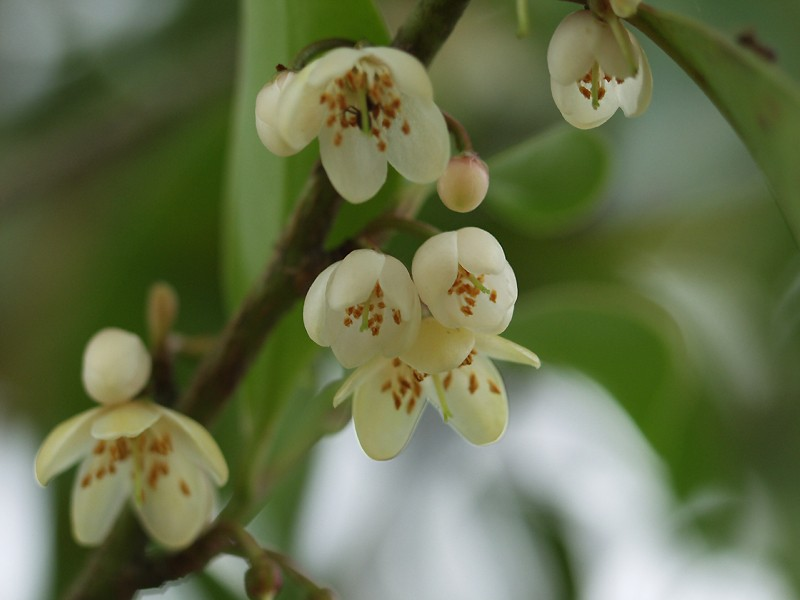
비쭈기나무 꽃

개화기는 6-7월이다. 곁가지 기부의 잎겨드랑이에서 작은 황백색 꽃을 피운다. 꽃잎은 다섯장이고, 잎 아래쪽에서 1-4개가 다발상으로 피어나 아래로 늘어진다. 꽃의 색은 처음에는 희다가 갈수록 노랗게 된다. 열매는 10월경 열린다. 열매는 직경 7-8 mm의 액과로, 11월경 검게 익는다. 열매에는 자루가 있다.

## 이용
목질이 치밀하고 단단하여 젓가락, 빗 등 가재도구의 재료로 사용된다. 열매는 적자색 염료로 사용된다.

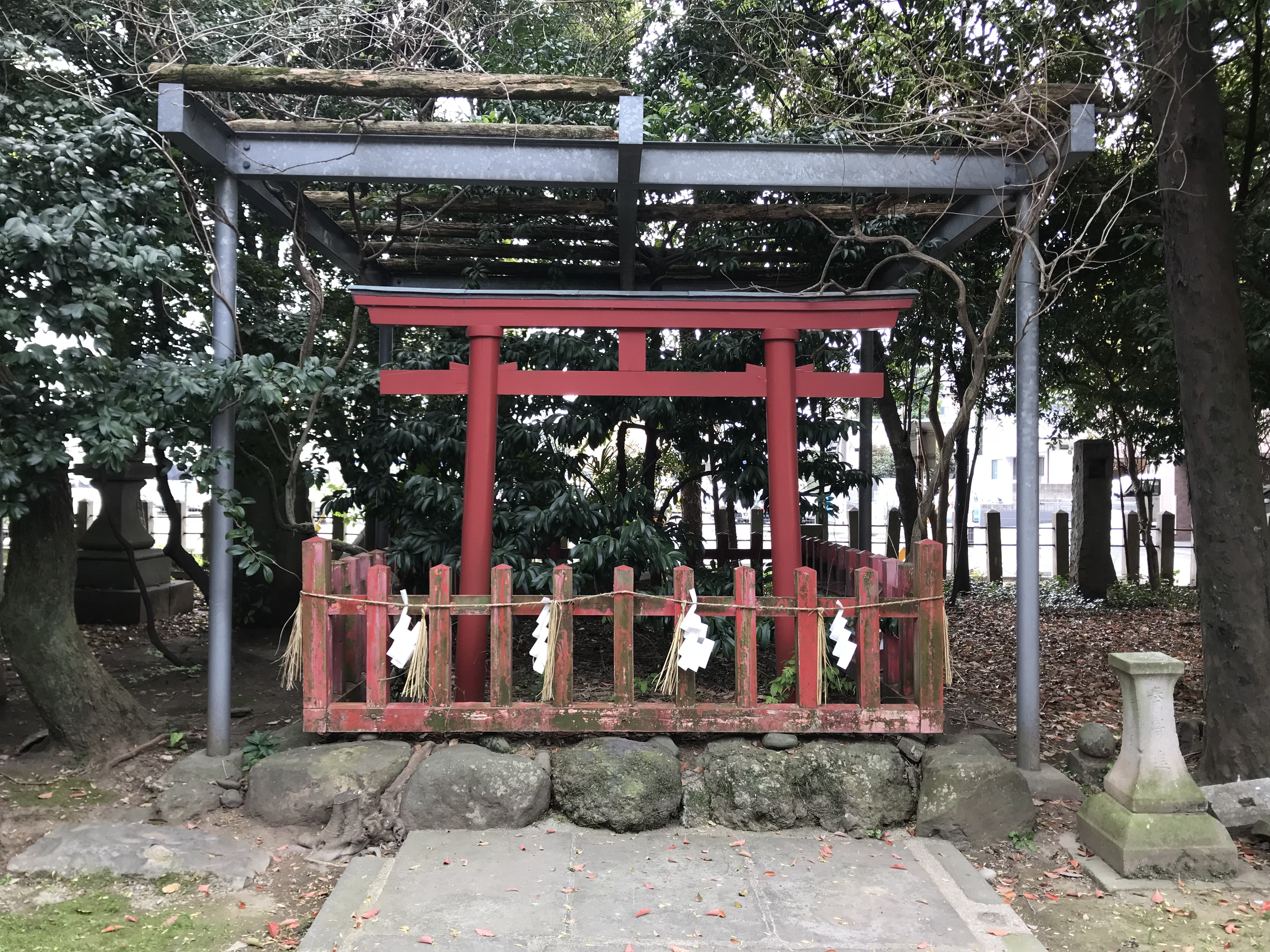

일본에서는 예로부터 비쭈기나무가 신토에서 종교적으로 이용되었다. 예로부터 식물에는 카미(신)이 깃든다고 하였으며, 특히 잎이 뾰족한 나무의 가지는 신이 들리는 요리시로(신주단지)로서 이용되었다. 그 중 특히 적합한 것으로 비쭈기나무와 사스레피나무가 사용되었다.
비쭈기나무는 신불에게 바치는 나무의 대표격으로서, 일본에서 결혼식, 순산기원, 신사참배, 시치고산 등의 경사가 있을 때 비쭈기나무로 타마구시를 만들어 신에게 봉납한다. 이렇게 용도가 많기 때문에 일본에서 비쭈기나무는 상업적으로 시판되고 있으며, 중국으로부터의 수입산이 90%를 차지한다. 일본 국내에서 국산화에 힘쓰는 농업협동조합들이 있고, 국산비쭈기생산자모임(国産榊生産者の会)이라는 단체도 있다.

## 참고 자료
- 鈴木庸夫・高橋冬・安延尚文 (2014년 10월 10일). 《樹皮と冬芽：四季を通じて樹木を観察する 431種》. ネイチャーウォチングガイドブック. 誠文堂新光社. 63쪽. ISBN 978-4-416-61438-9. 다음 글자 무시됨: ‘和書’ (도움말)
- 田中潔 (2011년 7월 31일). 《知っておきたい100の木：日本の暮らしを支える樹木たち》. 主婦の友ベストBOOKS. 主婦の友社. 16쪽. ISBN 978-4-07-278497-6. 다음 글자 무시됨: ‘和書’ (도움말)
- 平野隆久監修 永岡書店編 (1997년 5월 10일). 《樹木ガイドブック》. 永岡書店. 84쪽. ISBN 4-522-21557-6. 다음 글자 무시됨: ‘和書’ (도움말)
- 正木覚 (2012년 4월 26일). 《ナチュラルガーデン樹木図鑑》. 講談社. 61쪽. ISBN 978-4-06-217528-9. 다음 글자 무시됨: ‘和書’ (도움말)
- 山﨑誠子 (2019년 6월 7일). 《植栽大図鑑［改訂版］》. エクスナレッジ. 50 – 51쪽. ISBN 978-4-7678-2625-7. 다음 글자 무시됨: ‘和書’ (도움말)
- 北村四郎・村田源 (1979년 10월). 《原色日本植物図鑑・木本編II》. 保育社. 다음 글자 무시됨: ‘和書’ (도움말); 다음 글자 무시됨: ‘ISBN 4-586-30050-7’ (도움말)